# Spirala Ekmana

Spirala Ekmana – schemat kierunków przepływu mas cieczy poruszających się na półkuli północnej: 1 – kierunek wiatru, 2 – siła tarcia wyższej warstwy, 3 – wypadkowy kierunek przemieszczania cieczy w danej warstwie, 4 – siła Coriolisa.

Spirala Ekmana – krzywa wyznaczona przez rzuty na płaszczyznę poziomą końców wektorów prędkości prądu mas gazu lub cieczy, która to prędkość zmienia się wraz ze wzrostem głębokości wskutek tarcia pomiędzy poszczególnymi warstwami i bezwładności. Nazwa pochodzi od szwedzkiego oceanografa Vagna W. Ekmana, który jako pierwszy opisał ilościowo zjawisko płynięcia wody pod kątem w stosunku do kierunku wiatru. Po raz pierwszy przejawy tego zjawiska zaobserwował norweski badacz F. Nansen w trakcie wyprawy statkiem „Fram” (1893-1896). 

## Opis zjawiska

Schemat przedstawiający wzajemne kierunki wiatru, powierzchniowego prądu morskiego i całkowitego przepływu Ekmana.

Spirala Ekmana w morzach sięgać może do głębokości 100-150 m, przy czym masy wody w najniższej jej warstwie poruszają się w kierunku przeciwnym do ruchu wód w warstwie powierzchniowej. Wypadkowy ruch wody na całej głębokości spirali jest nazywany „całkowitym przepływem Ekmana” i odbywa się pod kątem 90° do kierunku wiatru nad powierzchnią wody (w lewo albo w prawo, zależnie od tego, na której półkuli ziemskiej zjawisko to występuje).
Woda powierzchniowa wprawiana w ruch przez wiatr wiejący nad nią „pociąga” warstwę wody znajdującą się bezpośrednio pod nią, jednak ze względu na niewielkie tarcie pomiędzy nimi, niższa warstwa wody porusza się wolniej niż wyższa. Ponadto, jeśli masa wody rozpędzana przez wiatr porusza się w stałym kierunku w sposób niezakłócony, siła Coriolisa powoduje, że kierunek przepływu wody odchyla się w prawo (na półkuli północnej) albo w lewo (na półkuli południowej) od kierunku, w którym wieje wiatr. Ponieważ prędkość ruchu obrotowego Ziemi w stosunku do strumienia prądu wodnego jest większa, niż w stosunku do przemieszczających się mas powietrza, wolniej płynąca woda jest odchylana silniej niż szybszy strumień powietrza. Podobnie kierunek przemieszczania się każdej kolejnej warstwy pod warstwą powierzchniową wody będzie odchylać się od kierunku w którym płynie warstwa wyżej położona. W konsekwencji prowadzi to do stałej zmiany kierunku prądu wody wraz ze wzrostem głębokości. Kąt prądu powierzchniowego w stosunku do kierunku wiatru, który wprowadził masy wody w ruch, wynosi 45° (w prawo na półkuli północnej albo w lewo na półkuli południowej). Jednocześnie siła, z jaką kolejne warstwy wody oddziałują na siebie, maleje i w rezultacie wraz ze wzrostem głębokości prędkości prądu w kolejnych warstwach maleją. Stąd „spiralny” układ wektorów prędkości warstw wody w poszczególnych warstwach, przedstawiony na diagramie. Głębokość, na której przepływ Ekmana zanika, wyznacza głębokość tzw. warstwy Ekmana.

## Obserwacje zjawiska
Pierwsze udokumentowane obserwacje spirali Ekmana pochodzą z 1958 roku, z obserwacji przeprowadzonych na dryfującym paku lodowym na Oceanie Arktycznym. Nowsze dotyczą:
- obserwacji uzyskanych w 1978 podczas nurkowania swobodnego w strefie upwellingu u zachodnich wybrzeży Afryki Południowej[5].
- obserwacji uzyskanych w 1980 podczas Mixed Layer Experiment[6]
- długoterminowych obserwacji na Morzu Sargassowym w ramach Long Term Upper Ocean Study z 1982[7].
- badania prądów morskich w rejonie Cieśniny Drake’a[8][9].

Z obserwacji tych wynika, że spirale Ekmana obserwowane w warunkach naturalnych są zwykle bardziej spłaszczone (sięgają mniejszych głębokości), niż to wynika z przewidywań modelowych, co może wskazywać na znaczenie zmiennej lepkości wody dla tarcia pomiędzy warstwami i efektywności przekazywania prędkości niższym warstwom wody.
Obserwacje spirali Ekmana są rzadkie, ponieważ w warunkach naturalnych warstwy wodne są ustawicznie i głęboko mieszane w konsekwencji falowania, różnic temperatury i zasolenia na poszczególnych głębokościach i ruchów organizmów wodnych. O tym, że takie zjawisko zachodzi także w atmosferze, świadczyć może zmiana kierunków wiatrów powierzchniowych na lewo od kierunków ruch strumieni powietrznych w górnych partiach troposfery na półkuli północnej.

## Konsekwencje

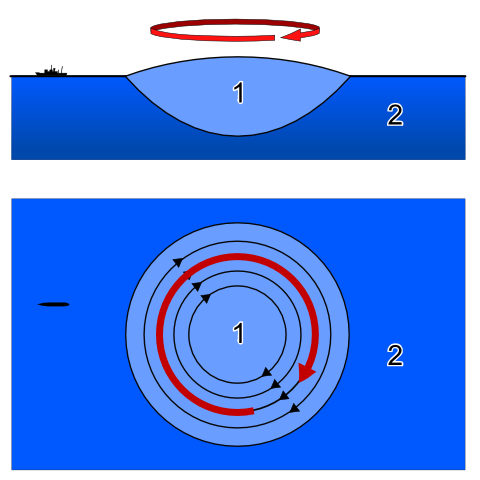
Schemat przepływu geostroficznego.

- Kierunek całkowitego przepływu Ekmana jest przyczyną zjawiska upwellingu oraz downwellingu przybrzeżnego – wiatry wiejące wzdłuż wybrzeża powodują ruch wody (netto) w kierunku 90° odpowiednio od lub do brzegu. W rezultacie woda powierzchniowa (w warstwie Ekmana) jest, odpowiednio, od brzegu odganiana lub przy brzegu spiętrzana. W przypadku upwellingu siła ta powoduje „podciąganie” w miejsce wody powierzchniowej bogatych w biogeny wód głębinowych;
- „Całkowity przepływ Ekmana” decyduje o globalnej cyrkulacji oceanicznych wód powierzchniowych;
- Szczególną konsekwencją całkowitego przepływu Ekmana jest tzw. przepływ geostroficzny. Spychanie części mas wód ku środkowi wielkich systemów cyrkulacyjnych na morzach i oceanach, będące konsekwencją całkowitego przepływu Ekmana, powoduje spiętrzenie wód w środku systemu cyrkulacji, często o ponad 1 m w stosunku do średniego poziomu morza, i odpowiadające mu „wepchnięcie” głębszych warstw wody. Powstaje „soczewka” wód powierzchniowych, w której przepływ wody dokonuje się po okręgu, równolegle do linii gradientu sił: siła Coriolisa, powodująca odchylenie ruchu wód do środka systemu cyrkulacji, jest równoważona przez składową siły grawitacji, spychającej ku brzegom „soczewki” wodę wypiętrzoną w środku „soczewki”)[1].